# 5399 Awa
5399 Awa è un asteroide della fascia principale del diametro medio di circa 20,18 km. Scoperto nel 1989, presenta un'orbita caratterizzata da un semiasse maggiore pari a 2,8042385 UA e da un'eccentricità di 0,1877370, inclinata di 3,73624° rispetto all'eclittica.